# Шен пуэр

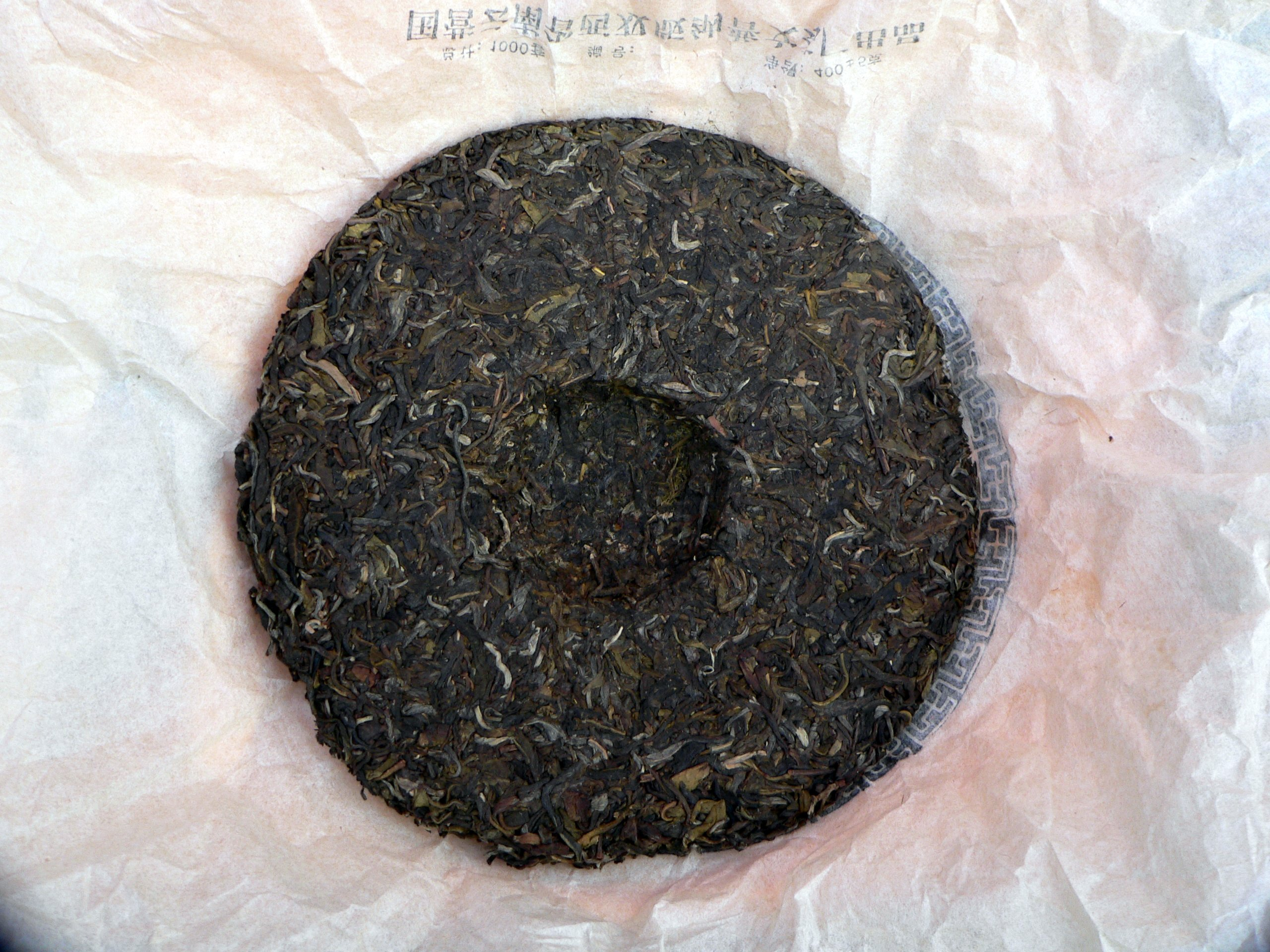
Прессованный шен пуэр

Шен пуэр (кит. 生普洱, что означает «сырой пуэр») — вид китайского зелёного пуэра, традиционного ферментированного чая из провинции Юньнань.

### Происхождение и производство
Шен пуэр производится из листьев чайного куста Camellia sinensis. Сбор происходит в основном в провинции Юньнань. Листья завяливаются на солнце, подвергаются лёгкой тепловой обработке, прессуются в формы (чаще всего в виде блинов — «бин ча») и затем выдерживаются. Чай может храниться десятилетиями, постепенно изменяя вкус и аромат.

### Вкус и аромат
Молодой шен пуэр обладает свежим, травянистым, фруктовым вкусом с терпкой нотой. Со временем чай становится мягче, появляются древесные, ореховые, медовые и сухофруктовые оттенки. Аромат также развивается с годами и может приобретать глубокий, благородный характер.

### Полезные свойства
Шен пуэр содержит большое количество полифенолов, катехинов и других антиоксидантов. Он способствует:
- улучшению пищеварения,
- снижению уровня холестерина,
- мягкому тонизирующему эффекту (содержит кофеин),
- улучшению обмена веществ.

### Отличия от шу пуэра
Шен пуэр — это естественно стареющий чай, в отличие от шу пуэра (熟普洱), который проходит ускоренную ферментацию (влажное сброжение, или «во дуй»). Шу пуэр имеет тёмный настой и более мягкий, землистый вкус.

### Заваривание
- Температура воды: 85–95 °C
- Количество заварок: до 7–10 раз
- Время настаивания: 10–30 секунд (для гаюаня или гайвани)

Чай лучше раскрывается в посуде из исинской глины или в фарфоровой гайвани.

### Культурное значение
Шен пуэр — важная часть китайской чайной культуры, особенно в Юньнани. Многие коллекционеры ценят старые блинчики шен пуэра за их глубокий вкус и высокую стоимость на вторичном рынке.